# Čechy (district de Nové Zámky)
Pour les articles homonymes, voir Čechy.
Čechy (en hongrois : Komáromcsehi) est une commune du district de Nové Zámky, dans la région de Nitra, en Slovaquie.

## Histoire
La première mention écrite du village date de 1419.

## Démographie

### Évolution de la population
| Année:               | 1994. | 2004.   | 2014.   | 2024.    |
| -------------------- | ----- | ------- | ------- | -------- |
| Nombre de personnes: | 323   | 335     | 313     | 271      |
| Différence:          |       | +3,71 % | -6,56 % | -13,41 % |

| Année:               | 2023. | 2024.   |
| -------------------- | ----- | ------- |
| Nombre de personnes: | 274   | 271     |
| Différence:          |       | -1,09 % |